# Чорновол Тетяна Миколаївна
Тетя́на Микола́ївна Чорново́л (також Чорнові́л;[джерело?] 4 червня 1979, Київ) — народний  депутат України VIII скликання, український журналіст та громадська діячка, екс-кореспондент видань Лівий берег, Українська правда, Обозреватель.
Відома в Україні завдяки резонансним розслідуванням корупційних схем режиму Януковича, акціям на Майдані під час Революції гідності. Побиття Чорновол отримало великий резонанс та було висвітлене українськими й світовими медіа. Стала організаторкою справи щодо конфіскації активів Януковича в державний бюджет після Майдану.
Була членом депутатської фракції політичної партії «Народний фронт», а також комітету Верховної Ради України з питань національної безпеки і оборони.
У минулому — урядова уповноважена з питань антикорупційної політики та радник міністра внутрішніх справ України.
2014 року часопис «Foreign Policy» включив Чорновол до Списку 100 світових інтелектуалів — людей, котрі змінили світ. Отримала відзнаку в номінації «Ті, що кидають виклик», за свою боротьбу проти режиму Януковича та корупції.

## Життєпис
2001 — закінчила факультет журналістики Київського міжнародного університета.
З 1998 року по жовтень 2013 року працювала журналісткою. Друкувалася у виданнях «ПіК», «Обозреватель», «Лівий берег», «Українська правда».
2006 року першою розпочала резонансне розслідування про резиденцію «Межигір'я».
На думку Чорновол, одне з найбільших її досягнень в журналістиці — стаття 2013 року «Пограбування століття. Хто вивіз із Нафтогазу три КамАЗи стодоларових банкнот?». Ця публікація зупинила злочинну передачу державним Нафтогазом підприємству «Укргазенерго», що підконтрольне Фірташу, об'єм газу вартістю 2 млрд доларів.

## Державний посадовець
5 березня 2014 року Кабінет міністрів України призначив її урядовим уповноваженим з питань антикорупційної політики.
4 вересня 2014 була призначена штатним радником міністра МВС Авакова.

## Громадсько-політична діяльність
У віці 17 років брала участь в акціях УНА-УНСО, працювала в чеченському інформаційному центрі при УНА-УНСО. Писала репортажі про другу російсько-чеченську війну, перебуваючи на місці бойових дій. Під час однієї з акцій «Україна без Кучми», протестуючи проти ув'язнення членів УНА-УНСО, разом з подругою прикувала себе до рейок на залізничній станції у Києві. Коли після кампанії «Україна без Кучми» УНА-УНСО пішла на переговори з владою, розцінила це як «зраду принципів» та покинула організацію.
Кандидат у депутати до Верховної Ради на Парламентських виборах 2012 року по мажоритарному виборчому округу № 120 (Городоцький, Мостиський райони, частина Самбірського району Львівської області). Висунута партією Всеукраїнське об'єднання «Батьківщина». Програла вибори, здобувши другий результат на окрузі після Ярослава Дубневича.
На позачергових виборах до Верховної ради 2014 року обрана народним депутатом України за партійним списком (№ 2) від Народного фронту.

## Політичні акції

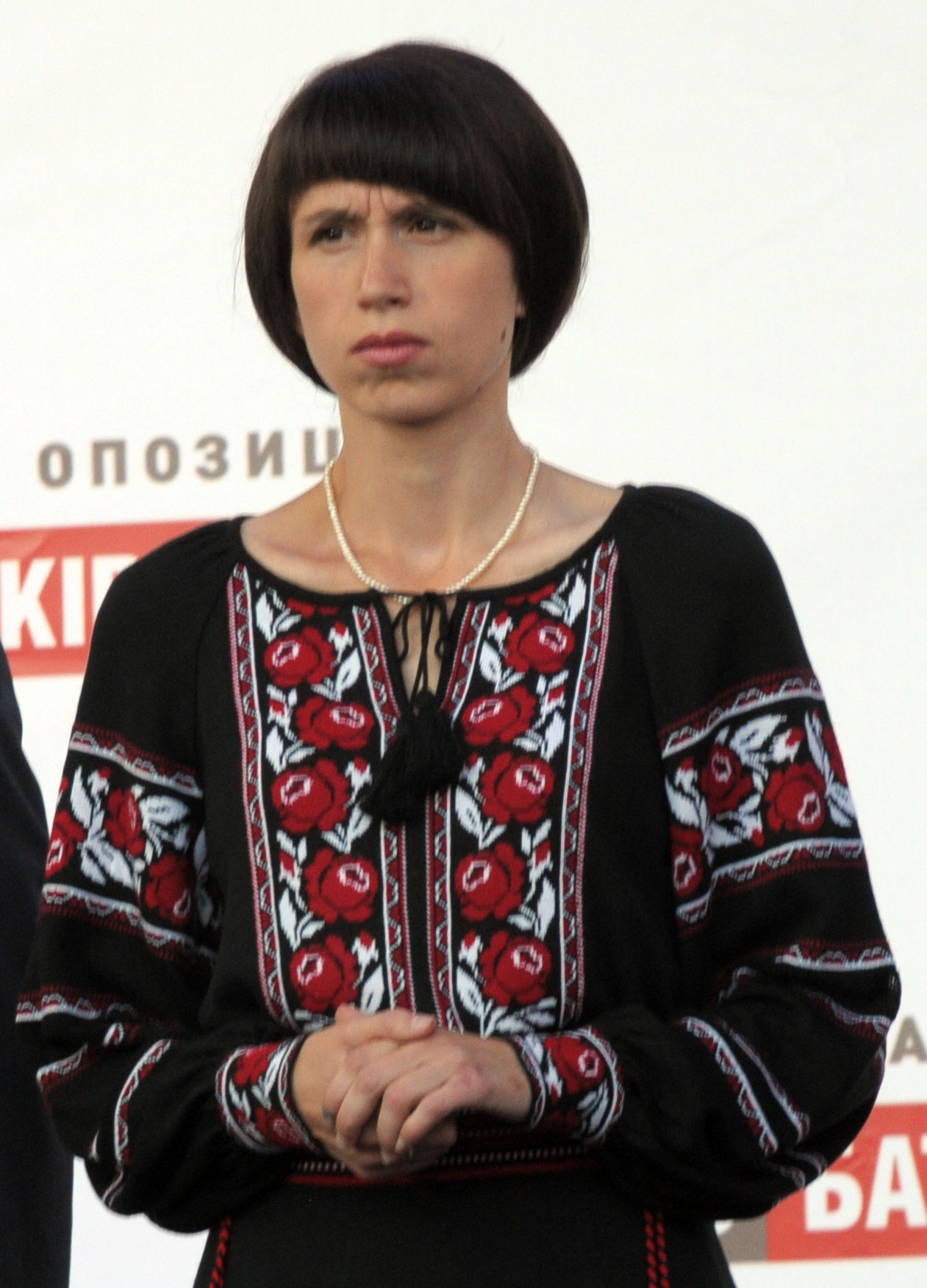
На опозиційному мітингу у вересні 2012

1 серпня 2012 року, наступного дня після того, як голова ВРУ Володимир Литвин підписав закон «Про засади державної мовної політики», що обмежував права україномовних українців та направив його на підпис президенту України, зробила напис на дорозі біля резиденції Віктора Януковича у Межигір'ї: «Янукович, мова — твій вирок. Не підписуй!»
В День Незалежності 24 серпня 2012 року проникла на територію Межигір'я, де пробула близько трьох годин, доки її не затримала охорона. За цей час встигла зробити світлини резиденції президента, опубліковані згодом у мережі. При цьому Чорновол акцентувала, що її метою був не журналістський репортаж, а антипрезидентська акція. Вона заявила, що даремно  президент більше дбає про свою безпеку ніж про Україну: «Де пройшла я одна, пройде і тисяча, жоден паркан не може захистити ворогів України від обуреного народу».
Після звільнення з «Лівого берега» почала революційну діяльність. 14 жовтня 2013 року разом з Ігорем Луценком в мисливському маєтку Януковича спиляли мисливську вишку, з якої Янукович розважався стрільбою в кабанів та косуль, яких єгері заганяли на галявину. За словами Чорновол, це було зроблено щоб показати українцям, що їх президент розважається, проливаючи кров. На спиляній вишці Чорновол написала фарбою «Янукович! Не смій проливати кров!».

## Революційна діяльність на Майдані
25 листопада 2013 року на Європейській площі Чорновол проникла в автомобіль, що використовувався СБУ для прослуховування лідерів опозиції. В результаті техніка для прослуховування була знищена мітингувальниками.
1 грудня 2013 року Чорновол організувала захоплення мітингувальниками КМДА-Київради. Після захоплення, в колонній залі КМДА розмістився опорний пункт штабу Майдану, в якому розташувалися в основному активісти ВО «Свободи».
8 грудня 2013 року Турчинов та Яценюк попередили Чорновол, що готується її арешт, і запропонували допомогти сховатися за кордоном. Однак, Чорновол відмовилася. Натомість, активізувала свою діяльність в Автомайдані. Була ініціаторкою поїздки Автомайдану до Маєтку Віктора Медведчука.
18 лютого 2014 року, після того як почався розстріл майданівців в Маріїнському парку, ініціювала захоплення офісу Партії Регіонів на Липській.

## Замах на Чорновол
25 грудня 2013 року на Чорновол було скоєно замах на заміській трасі в напрямку Борисполя біля села Гора — по дорозі Чорновол додому. Було опубліковано відеозапис реєстратора з автомобіля Тетяни, де видно, як чорний автомобіль Porsche Cayenne таранить її Chevrolet Aveo. Пасажирами Porsche, що належав Олександру Храмцову, були п'ятеро  молодиків у спортивному одязі. Коли авто Тетяни заглухло, Чорновол били до втрати свідомості, й залишили в кюветі. Її знайшли працівники ДПС, коли приїхали оглянути порожнє авто посеред Бориспільської траси. Тетяна заявила, що напад на неї відбувся за наказом Віктора Януковича.
Міліція почала кримінальне провадження за ч.2 ст.296 (хуліганство). Згодом слідство доповнило кваліфікацію злочину статтею за ч. 1 ст. 121 (навмисне нанесення тяжких тілесних ушкоджень).
У лютому 2014 року в резиденції Януковича в Межигір'ї було знайдено досьє на Тетяну Чорновол і нотатки начальника Служби безпеки Януковича Костянтина Кобзаря з записами про неї. Ці записи можуть свідчити про безпосередню його причетність до стеження та жорстокого побиття.
Кримінальне слідство встановило лише виконавців замаху та одного з організаторів. Останній — кримінальний авторитет з Кам'янського Олег Нетребко, який на думку слідства міг вказати на інших організаторів та замовників. Нетребко повісився у Лукянівському СІЗО невдовзі після екстрадиції з Білорусі в червні 2017 року.
Деякі ЗМІ розповсюджували версію з інсценуванням побиття Чорновол. Потерпіла стверджувала, що це політичне замовлення, натомість в ГПУ заявили, що це злочин на побутовому ґрунті: Чорновол начебто створила на дорозі аварійну ситуацію, за що її побили.

## Народний депутат ВРУ 8 скликання
2015 Чорновол ініціювала кримінальне переслідування нардепа Олександра Онищенка та керівника ДФС Романа Насірова з боку НАБУ за несплату в бюджет мільярдних податків з видобутку газу та нафти фірмами підконтрольними Онищенку, а також незаконну реструктуризацію цих боргів Насіровим. Під час голосування ВР за зняття депутатської недоторканості з Онищенка, Чорновол символічно прийшла у светрі з кіньми — Онищенко відомий фанат коней.
22 грудня 2016 року був прийнятий у першому читанні законопроєкт 5129 Тетяни Чорновол[прояснити], що зруйнував схему отримання надприбутків підприємствами альтернативної енергетики, яку створили брати Клюєви в часи режиму Януковича.

## Закон про спецконфіскацію
Як член комітету з Нацбезпеки і оборони опікувалася питаннями бюджетного фінансування роботи оборонних заводів з ремонту та модернізації бронетехніки, танків та артилерії.
Разом з головою комітету Сергієм Пашинським в 2015 році ініціювала для цих цілей законопроєкт про спецконфіскацію в державний бюджет «активів Януковича» у вигляді облігацій на суму 1,5 млрд доларів, арештованих в банках України після Майдану. Більше двох років Чорновол боролася за конфіскацію цих коштів, яка була проведена лише в травні 2017 року. Чорновол виступила автором низки законопроєктів (3025, 4057, 4811, 4890, 5557), які встановлювали правовий механізм конфіскації цих коштів, а також наслідували законодавство багатьох західних країн щодо конфіскації необґрунтованих активів.
Однак жоден законопроєкт не був підтриманий Верховною Радою. Чорновол заявляла про вплив таких осіб з оточення Януковича, як Портнов, Курченко, Онищенко з метою недопущення конфіскації цих активів. 2016 року це навіть призвело до призупинення заводів з ремонту та модернізації військової техніки.
Під час призначення нового генпрокурора група Олександра Турчинова у фракції «Народний фронт», в яку входить Чорновол, ініціювала домовленість щодо підтримки кандидатури Юрія Луценка в обмін на «спецконфіскацію».  
Генпрокуратура за керівництва Юрія Луценка досягла успіху в травні 2017 року  — 1,5 млрд доларів були конфісковані в державний бюджет України в рамках розслідування діяльності злочинної організації екс-президента Януковича, зусиллями прокурора Костянтина Кулика.
Однак факт конфіскації активів Януковича був жорстко критикований низкою громадських антикорупційних організацій України. Чорновол заявила, що це викликано тим, що юристи, які в часи Януковича юридично супроводжували корупційні схеми режиму (зокрема, схеми Курченка), після Майдану перейшли працювати в громадські антикорупційні організації.
Це стало причиною ініціювання Чорновол відомих поправок до закону № 6172 «Про запобігання корупції», якими посадові особи громадських антикорупційних організацій стали зобов'язані подавати е-декларації.

## Участь у російсько-українській війні
З 24 лютого 2022 року Чорновол воювала на передовій у складі 72 ОМБр ім. Чорних Запорожців. За кілька днів до початку російського вторгнення в Україну пройшла курси операторів ПТРК. За домовленості з КБ «Луч» отримала «Стугни» та ракети — на Тетяну Чорновол було оформлено договір відповідального зберігання. Брала участь у боях поблизу м. Чернігова, на Сході та у розгромі 6-го танкового полку РФ у Броварському районі на Київщині.
На початок 2023 року командує розрахунком протитанкового ракетного комплексу «Стугна-П» у складі 1 окремої бригади спеціального призначення ім. Івана Богуна.
Має військове звання лейтенантки. З серпня 2022 року має звання старша лейтенантка.

## Нагороди
- Премія імені Сахарова у 2014 році.
- Орден «За мужність» III ст. (6 березня 2019) — за значний особистий внесок у соціально-економічний, науково-технічний, культурно-освітній розвиток Української держави, захист державного суверенітету і територіальної цілісності України, багаторічну сумлінну працю та високий професіоналізм[34]
- Відомча відзнака Міністерства внутрішніх справ України «Вогнепальна зброя» (12 травня 2014) — пистолет «Форт 9», калібр 9 мм[35]
- Відомча відзнака Міністерства внутрішніх справ України «Вогнепальна зброя» (15 жовтня 2014) — автомат «АКС-74», калібр 5,45 мм[36]

## Критика

### Кнопкодавство
Під час голосування 21 травня 2015 року проголосувала за свою колегу Олену Ледовських за законопроєкт 1912 про особливості оподаткування імпорту електромобілів. Пізніше заявила, що зробила це умисно.
|                                                                            | Це була певна провокація. Я хотіла продемонструвати свій протест проти тієї істерії, яка розгорнута у цьому питанні. Тому що насправді "кнопкодавство" – це ганебне явище, але це не найбільша проблема парламенту. Це не та проблема, на яку повинні звертати увагу ви всі і через це забувати про інші, які дійсно впливають на долю держави |
| — з інтерв’ю каналу 112, http://www.pravda.com.ua/news/2015/05/22/7068776/ | |

## Слідство
10 квітня 2020 року ДБР провела обшуки в житлі Чорновол, проводячи розслідування справ Майдану. Підставою для обшуку стало захоплення офісу Партії регіонів на вулиці Липській в лютому 2014 року, що сталося після розстрілу учасників Революції гідності. Чорновол, через підпал офісу, інкримінують вбивство людини, яка там загинула. Згодом Тетяна прийшла на допит до ДБР.
До справи Чорновол було залучено скандально відомого корупційними скандалами суддю Сергія Вовка, захист Чорновол заявив про відвід цього судді та вимогу призначення домашнього арешту. В роботі суду було оголошено перерву на невизначений термін. 16 квітня Тетяні було обрано домашній арешт як запобіжний захід на час розслідування.
15 грудня 2020 року Чорновол було звинувачено в справі про умисне вбивство і підпалі центрального офісу Партії регіонів в Києві під час Революції гідності.

## Сім'я
Мешкає в селі Гора Бориспільського району Київської області.
Вдова. Чоловік — Микола Березовий, громадсько-політичний діяч, лідер партії «УДАР» в м. Горлівці. Був добровольцем батальйону міліції спеціального призначення «Азов». 10 серпня 2014 року загинув у бою поблизу Іловайська від кулі снайпера, рятуючи пораненого побратима.
Виховує двох дітей: донька — Іванна Березова (2003 р. н.) та син Устим Березовий (2010 р. н.).